# مصعب بن زبیر
مصعب بن زبیر بن عوام اسدی (درگذشته ۶۹۱ میلادی) (عربی: مُصْعَبِ ٱبْن الزُّبَیْرِ ٱبْن الْعَوَّامِ الأَسَدِیّ) فرماندار بصره در سال‌های ۶۸۶ تا ۶۹۱ میلادی بود که از سوی برادرش، عبدالله بن زبیر — خلیفهٔ مخالف امویان در مکه — منصوب شده بود.
مصعب فرزند زبیر بن عوام، از یاران برجستهٔ پیامبر اسلام بود. پیش از اینکه به حکومت برسد، یک کارزار ناموفق علیه فلسطین تحت کنترل امویان را رهبری کرد. در سال ۶۸۷ میلادی، پس از چندین نبرد، انقلابی طرفدار علویان، مختار ثقفی، را شکست داد و کشت و بر تمام عراق تسلط یافت.
شکایات مردم عراق باعث شد عبدالله بن زبیر او را از حکومت برکنار کند، اما مدت کوتاهی بعد دوباره او را به منصبش بازگرداند. چهار سال بعد، در نبرد دیرالجثالیق به دست نیروهای اموی به رهبری عبدالملک مروان کشته شد.

## کودکی و خانواده
مصعب فرزند زبیر بن عوام، یکی از یاران برجستهٔ پیامبر اسلام محمد، بود. مادر مصعب، رباب بنت عُنیف، دختر یکی از رؤسای قبیلهٔ بنی‌کلب بود. در سال‌های پایانی خلافت معاویه بن ابی‌سفیان (خلافت: ۶۶۱–۶۸۰ میلادی)، مصعب عضوی از گروهی در مسجد مدینه بود که احتمالاً برای مطالعهٔ مسائل دینی گرد هم می‌آمدند. این گروه شامل برادر ناتنی‌اش، عروه، و نیز عبدالملک بن مروان — خلیفهٔ بعدی اموی — می‌شد. مصعب، مانند بسیاری از برادرانش، املاکی از پدرشان در منطقهٔ بقیع مدینه به ارث برده بود و خانه‌ای در آنجا داشت.
مصعب از چندین همسر و کنیز صاحب فرزندان زیادی شد. از همسرش فاطمه بنت عبدالله، پسرانش عیسی الکبیر، عُکاشه و دختری به نام سکینه متولد شدند. او همچنین با عایشه، دختر طلحة بن عبیدالله (از دیگر یاران برجستهٔ پیامبر)، ازدواج کرد و از او صاحب پسرانی به نام محمد و عبدالله شد. همچنین از همسرش سکینه، دختر حسین بن علی (نوهٔ پیامبر)، دختری به نام رباب داشت. او همچنین پسرانی به نام‌های حمزه، عاصم، عمر، جعفر، مصعب (ملقب به خُضَیر)، سعد، منذر، عیسی الصغیر و دختری به نام سکینه داشت.

## زندگی سیاسی و حکومت عراق
پس از مرگ یزید بن معاویه، خلیفهٔ اموی، در نوامبر سال ۶۸۳ میلادی، برادر ناتنی بزرگ‌تر مصعب، عبدالله بن زبیر، در بیشتر قلمرو خلافت — به‌جز بخش‌هایی از شام که در دست معاویه دوم و سپس مروان بن حکم از خاندان اموی بود — به‌عنوان خلیفه شناخته شد. مصعب در سال ۶۸۴ یا ۶۸۵ میلادی فرماندهی کارزاری را علیه فلسطین تحت کنترل امویان بر عهده گرفت، اما این حمله توسط عمرو بن سعید اشدق، شاهزادهٔ اموی، دفع شد.
سپس مصعب به فرمانداری مدینه منصوب شد. در سال ۶۸۵ میلادی، مختار ثقفی — انقلابی طرفدار علویان — پس از بیرون راندن فرماندار زبیری کوفه (عبدالله بن مطیع)، این شهر را به تصرف خود درآورد. در نتیجه، نفوذ زبیریان در عراق به بصره و اطراف آن محدود شد. هم‌زمان، حملات خوارج در شرق عراق شدت گرفت. برای بازپس‌گیری کوفه از مختار و سرکوب خوارج، عبدالله بن زبیر در سال ۶۸۶ میلادی، مصعب را به فرمانداری بصره منصوب کرد. او در خطبهٔ آغازین خود در مسجد گفت:
«ای مردم بصره، شنیده‌ام که برای فرمانروایان خود لقب می‌گذارید. من خود را «الجزّار» (قصاب) نامیده‌ام.»
خوارج گروهی از جدایی‌طلبان بسیار پرهیزکار بودند که تندروترین آن‌ها علیه هر کسی که با عقایدشان مخالفت می‌کرد، به شدت مسلحانه برخورد می‌کردند. آنان در زمان فتنهٔ اول از میان زاهدان کوفه در سپاه علی بن ابی‌طالب (خلافت: ۶۵۶–۶۶۱ میلادی) ظهور کردند. خوارج علیه حکومت‌های علی، امویان و زبیریان جنگیدند و همهٔ آن‌ها را نامشروع می‌دانستند. در زمان فتنه دوم، بصره به مرکز تجمع فرقهٔ خوارج اَزَرقیه بدل شده بود. پس از بیرون رانده شدن توسط نیروهای زبیری، آن‌ها به مناطق شرقی فارس و کرمان — که از توابع بصره بودند — گریختند و به‌طور مکرر به شهر و حومهٔ آن حمله می‌کردند.
مصعب برای مقابله با آن‌ها، باتجربه‌ترین فرمانده خود، مهلب بن ابی‌صفره، را به جنگ با آنان فرستاد. هرچند مهلب توانست از حملات ازرقیان به بصره جلوگیری کند، اما جنگ سال‌ها به درازا کشید و منابع زبیری را تحلیل برد. مصعب همچنین سپاهی را برای مقابله با خوارج نَجدات که بر بحرین سلطه داشتند، فرستاد، اما این عملیات‌ها ناکام ماند.
در عراق، مصعب سدی ساخت تا از سیلاب‌های نواحی باتلاقی جلوگیری کند، اما زمین‌هایی را که از این طریق به‌دست آمدند، برای خود ضبط کرد.

### شکست مختار
مُختار، که قبلاً متحد زبیر در حجاز (عربستان غربی) بود، پس از مرگ یزید به زبیرها پشت کرد و به زادگاهش کوفه بازگشت. او با حمایت‌های عرب و موالی (آزادشدگان غیرعرب مسلمان) خود، زبیری‌ها را شکست داد و کوفه را تصرف کرد. به زودی پس از آن، او شورشی را که توسط اشراف قبایل عرب به دلیل نفرت از موالی به راه افتاده بود، سرکوب کرد که منجر به فرار حدود ده هزار نفر از کوفیان به بصره شد. با تشویق پناهندگان برای اقدام فوری علیه مختار، مصعب کارزار خود را علیه خوارج متوقف کرد و به سمت کوفه حرکت کرد. در یک حمله پیشگیرانه، مختار ارتش خود را به بصره فرستاد، اما در نبرد مذار، که در شمال بصره واقع شده بود، شکست خورد. مصعب به تعقیب ادامه داد و در نبرد حرورا، که چند مایلی از کوفه بود، کوفیان در حال فرار را نابود کرد. مختار و باقی‌مانده حامیانش به کاخ کوفه پناه بردند و توسط مصعب محاصره شدند. چهار ماه بعد، در آوریل ۶۸۷، مختار در یک تلاش برای خروج کشته شد.
بین ۶۰۰۰ تا ۸۰۰۰ نفر از حامیان مختار تسلیم شدند، اما مصعب به فشار اشراف قبایل انتقام‌جو تن داد و همه آن‌ها را اعدام کرد. به گفتهٔ شرق‌شناس هنری لامنس، مصعب «تعداد قابل توجهی از حامیان او [مختار] را اعدام کرد». در روایت تاریخ‌نگار ابومخنف (درگذشته ۷۷۴)، عبدالله بن عمر مصعب را به کشتار ۷۰۰۰ کوفی متهم کرد، در حالی که روایت الواقدی (درگذشته ۸۲۳) بیان می‌کند که از میان طرفداران مختار که تسلیم شدند، مصعب ۷۰۰ عرب و همهٔ ایرانیان را اعدام کرد و سپس ۶۰۰۰ حامی کوفی را کشتار کرد. این اعدام‌ها باعث نارضایتی در میان ساکنان کوفه شد که کشتارهای فراوان را عمل وحشیانه‌ای می‌دانستند. به گفتهٔ لامنس، این کشتار به مصعب «به اندازهٔ دشمنانی که قربانیانش خویشاوند داشتند، دشمن ساخت».
با شکست مختار، تمام عراق تحت کنترل مصعب درآمد. او محلب را به عنوان فرماندار موصل و وابستگی‌های آن منصوب کرد تا از پیشروی‌های احتمالی امویان به عراق از سوریه جلوگیری کند. عبدالله بن زبیر به زودی مصعب را پس از دریافت شکایات از استان عزل کرد و پسرش حمزه را به عنوان جانشین او فرستاد. اما حمزه در کار خود ناتوان بود و مصعب دوباره به مقام خود بازگشت.

### شورش ابن حر
عبیدالله بن حُرّ الجُعفی، یک اشرافی کوفی بود که به راهزنی روی آورد. او در برابر مختار فعال بود و به آزار نمایندگان مالی او و غارت املاک حامیان مختار می‌پرداخت. سپس به مصعب پیوست و در کارزار او علیه مختار شرکت کرد و در محاصره کوفه حضور داشت. پس از آن، او با مصعب دچار اختلاف شد و به راهزنی خود با گروهی از حامیانش ادامه داد. 
عبیدالله بن حُرّ با شکست چندین نیرویی که علیه او فرستاده شده بودند، تکریت را اشغال کرد و مالیات جمع‌آوری کرد. پس از نبرد با ارتش ۱۵۰۰ نفری که علیه او بود، از تکریت فرار کرد و شهر کسکر در شرق عراق را اشغال کرد و خزانه آن را به تصرف درآورد. سپس او نیروهای مصعب را در نزدیکی کوفه شکست داد و المدائن را اشغال کرد. 
پس از نبرد و شکست چندین نیروی دیگر زبیر، او به سواد رفت و به غارت و راهزنی در شهرهای منطقه ادامه داد. سپس به خلیفه اموی، عبدالملک بن مروان، مراجعه کرد که او را به کوفه فرستاد تا حمایت جمع‌آوری کند. پس از رسیدن به انبار، او مردان خود را به کوفه فرستاد. معاون مصعب در شهر از این موضوع مطلع شد و ارتشی علیه عبیدالله بن حُرّ فرستاد. این ارتش موفق شد او را از همراهانش جدا کند و او پس از غرق شدن اسبش، با قایق فرار کرد. او به زودی توسط برخی از روستاییان دستگیر و کشته شد.

### تقابل با عبدالملک بن مروان
در تابستان سال ۶۸۹، عبدالملک به سمت عراق حرکت کرد و در بطن حبیب، یک پست مرزی بین شام و عراق اردو زد. مصعب در باجمیرا نزدیک تکریت منتظر او بود، اما عبدالملک پس از دریافت خبر شورش الاشداق در دمشق، این کمپین را رها کرد. در سال ۶۹۰، دوباره برای جنگ آماده شدند و هر دو در موقعیت‌های قبلی خود اردو زدند. اما این سال نیز هیچ نبردی صورت نگرفت و ورود زمستان آنها را مجبور به عقب‌نشینی کرد. با این حال، عبدالملک عوامل خود را به بصره فرستاد تا شورشی علیه مصعب برانگیزند. با وعده‌های پاداش، عوامل عبدالملک توانستند حمایت قابل توجهی جلب کنند و با نیروهای حامی زبیر در جایی به نام جفرا درگیر شدند. این نبرد چندین هفته به طول انجامید، اما ورود نیروهای کمکی که توسط مصعب فرستاده شده بود، نتیجه را به نفع او تغییر داد. با این حال، حامیان عبدالملک اجازه یافتند قبل از رسیدن مصعب عقب‌نشینی کنند. مصعب، پس از بازگشت به شهر، به شدت هر یک از وفاداران به امویان را مجازات کرد. او به آنها صد ضربه شلاق زد، دستور داد سر و ریش آنها را بتراشند، خانه‌هایشان را ویران کنند، آنها را به مدت سه روز در معرض آفتاب قرار دهند.

## مرگ
در سال ۶۹۱، عبدالملک دوباره به سمت عراق حرکت کرد و در مسکین، در عمق سرزمین عراق اردو زد. مصعب از کوفه خارج شد و در محل همیشگی‌اش در باجُمَیرا اردو زد. به دلیل شدت عمل مصعب در برخورد با حامیان مختار و عبدالملک، عراقی‌ها به‌طور کلی علیه او شورش کردند و نتوانست ارتش بزرگی جمع‌آوری کند. علاوه بر این، بسیاری از نیروهای او در بصره باقی مانده بودند تا از شهر در برابر خوارج دفاع کنند. عبدالملک به‌طور مخفیانه با فرماندهان مصعب تماس گرفت و بیشتر آن‌ها را با وعده‌های پول و حکومت فریب داد. ابراهیم بن اشتر، که او نیز توسط عبدالملک مورد تماس قرار گرفته بود، این موضوع را به مصعب گزارش داد و پیشنهاد کرد که فرماندهانی که با عبدالملک در ارتباط هستند، اعدام شوند. مصعب از ترس اینکه اعدام نجبای قبیله‌ای تأثیرگذار ممکن است در صفوف او شورش ایجاد کند، به هشدار توجه نکرد و فرماندهان خود را در سمت‌هایشان نگه داشت.
با مرگ ابن اشتر در اوایل نبرد، سرنوشت مصعب رقم خورد. بقیه فرماندهان او یا از جنگ امتناع کردند یا به عبدالملک پیوستند. مصعب از پسرش عیسی خواست که نبرد را ترک کرده و به مکه بازگردد، اما عیسی امتناع کرد و در حالی که در برابر چشمان مصعب می‌جنگید، کشته شد. با توجه به دوستی قدیمی‌اش با مصعب، عبدالملک به او عفو پیشنهاد کرد و وعده حکومت عراق را در صورت تسلیم و بیعت داد. مصعب امتناع کرد و تقریباً به تنهایی به جنگ ادامه داد. او به شدت زخمی شد و توسط زعیدة بن قدامه الثقفی، یکی از پیروان مختار، کشته شد که فریاد زد: "انتقام مختار!". سر مصعب بریده شد و به عبدالملک ارائه گردید، که از مرگ او افسوس خورد. به گفتهٔ شرق‌شناس یولیوس ولهاوزن، او در زمان مرگ ۳۶ ساله بود، در حالی که به گفتهٔ تاریخ‌نگار قرون وسطی، خلیفة بن خیاط، او ۴۰ ساله بود. او در دیر الجثالیق دفن شد و بر روی قبرش مقبره‌ای ساخته شد که به یک مکان زیارتی تبدیل شد.

## شخصیت
مُصعب در منابع به عنوان فردی بسیار خوش‌چهره، سخاوتمند و شجاع توصیف شده است. به گفته لامنس، «[او] تنها در شجاعت و انفجارهای شدت در سرکوب، به برادر بزرگترش و خانواده زبیر شباهت داشت.» عبد الملک شجاعت مُصعب را ستایش کرد اما در مورد مهارت‌های جنگی او تردید داشت و گفت: «او هیچ دانشی از جنگ ندارد و به راحتی علاقه‌مند است.» به گفته تاریخ‌نگار مایکل فیشبین و تاریخ‌نگار قرون وسطی بلاذری، عنوان الجذّار (قصاب) که مُصعب به خود اطلاق می‌کرد، به عادت او در کشتن شترها برای پذیرایی از مهمانانش اشاره دارد. همچنین گزارش شده است که او به زنان علاقه‌مند بود. به گفته لامنس، برادر بزرگتر مُصعب، عبدالله، از مرگ او بی‌تفاوت بود و از عشق او به زنان، بی‌ادبی و رفتار او با رقبایش، مانند اعطای عناوین توهین‌آمیز، شکایت کرد. از سوی دیگر، روایت تاریخ‌نگار طبری (درگذشته ۹۲۳) و تفسیر فیشبین از آن، نشان می‌دهد که عبدالله به شدت از مرگ مُصعب ناراحت بود و به نوعی از افت خود به عنوان نتیجه این فقدان اشاره کرده است.